# Daco-Getica Bukareszt
Daco-Getica București – rumuński klub piłkarski z siedzibą w Bukareszcie.

## Historia
Chronologia nazw:
- 1992: CS Juventus București
- 2018: CS Daco-Getica București

Clubul Sportiv Juventus București powstał w 1992 jako próba reaktywacji przedwojennego klubu o tej samej nazwie. Przez większość swojego dotychczasowego istnienia klub występował w trzeciej lidze. W 2010 Juventus wygrał rozgrywki Liga III i awansował do Liga II. W 2017 roku klub wygrał rozgrywki Liga II i po raz pierwszy w historii awansował do rumuńskiej ekstraklasy.
W premierowym sezonie 2017/18 w pierwszej lidze klub zajął ostatnie 14. miejsce i spadł do Ligi II. Po spadku zmienił nazwę na Daco-Getica București.
W listopadzie 2019, przed rozpoczęciem 14. kolejki, klub wycofał się z rozgrywek Ligi II.

## Sukcesy
- Mistrzostwo Liga III (2): 2010, 2016.
- Mistrzostwo Liga II (1): 2017

## Obecny skład
aktualny na dzień 7 lipca 2017
| Nr | Poz. | Piłkarz                       |
| -- | ---- | ----------------------------- |
| 1  | BR   | Relu Stoian                   |
| 2  | NA   | Alexandru Zaharia             |
| 3  | OB   | Ioan Neag                     |
| 5  | OB   | Wallace Oliveira dos Santos   |
| 6  | PO   | Mădălin Mihăescu              |
| 7  | OB   | Ovidiu Morariu                |
| 8  | PO   | Valentin Bărbulescu (kapitan) |
| 9  | NA   | Alexandru Muscă               |
| 10 | PO   | Sorin Buștea                  |
| 11 | PO   | Florin Cazan                  |
| 14 | NA   | Vasile Buhăescu               |
| 15 | NA   | Alin Ilin                     |
| 17 | OB   | Dean Beța                     |
| 18 | OB   | Valentin Dima                 |
| 20 | PO   | Alexandru Vasile              |
| 22 | OB   | Iulian Carabela               |
| 23 | NA   | Dragoș Florea                 |

| Nr | Poz. | Piłkarz                                                  |
| -- | ---- | -------------------------------------------------------- |
| 29 | NA   | George Mareș                                             |
| 30 | PO   | Liviu Băjenaru                                           |
| 33 | BR   | Eugen Brie                                               |
| 89 | PO   | George Călințaru                                         |
| 99 | BR   | Andrei Burlui                                            |
|    | BR   | Pedro Mingote                                            |
|    | OB   | Alexandru Benga                                          |
|    | OB   | Ionuț Voicu                                              |
|    | PO   | Dan Bucșa                                                |
|    | PO   | Alin Manea (wypożyczony z CS Universitatea Craiova)      |
|    | PO   | Vlad Opriș                                               |
|    | PO   | Ciprian Petre                                            |
|    | PO   | Alexandru Rontea                                         |
|    | PO   | Marian Stoenac                                           |
|    | NA   | Simon Măzărache (wypożyczony z CS Universitatea Craiova) |
|    | NA   | Cătălin Țîră                                             |

### Piłkarze na wypożyczeniu
| Nr | Poz. | Piłkarz                                              |
| -- | ---- | ---------------------------------------------------- |
| 67 | NA   | Alexandru Roșca (na wypożyczeniu w Dunărea Călărași) |

| Nr | Poz. | Piłkarz                                  |
| -- | ---- | ---------------------------------------- |
|    | NA   | Eugen Nica (na wypożyczeniu w Balotești) |